# Joaquín Brahm
Joaquín Ignacio Brahm Barril (Puerto Montt, 18 de noviembre de 1955) es un ingeniero comercial, empresario y político chileno de derecha, expresidente del directorio de la Empresa de los Ferrocarriles del Estado (EFE).
Nacido del matrimonio conformado por Jorge Brahm Yuraszeck, alcalde de Puerto Montt e intendente de Llanquihue, de ancestros alemanes, y Luisa Barril Villalobos, tuvo otros siete hermanos, entre los que se cuenta María Luisa, una de las principales asesoras del presidente de Chile 2010-2014, Sebastián Piñera, y Jaime, intendente de la Región de Los Lagos durante la misma administración.
Cursó su educación primaria y secundaria en el Colegio San Francisco Javier de su ciudad natal. Una vez finalizada ella, se trasladó a Santiago, con el fin de estudiar la carrera de ingeniería comercial en la Pontificia Universidad Católica.
Inició su vida laboral en el departamento de estudios de Forestal SA, firma controlada entonces por el empresario Manuel Cruzat, desde donde saltó a la Secretaría Regional Ministerial del Servicio de Planificación y Coordinación, de la mano de Miguel Kast.
De vuelta en el sector privado, pasó por Copec y el Club Hípico de Santiago, de cuya gerencia general se hizo cargo en enero de 1983 y donde estuvo nueve años. En 1992 recaló en Inmobiliaria Manquehue, firma ligada a la familia local Rabat que lideró como gerente general en su proceso de expansión.
En 2005 intentó infructuosamente llegar al Senado por la circunscripción Los Lagos Sur en el marco de las elecciones parlamentarias realizadas a fines de ese año. En lo sucesivo desarrolló su veta política a través de su partido, la conservadora Unión Demócrata Independiente, de la que fue tesorero por largos años.
Fue nombrado director y vicepresidente de EFE por el Gobierno de Piñera en 2010. A comienzos de 2013, luego de la dimisión de Víctor Toledo, pasó a la presidencia del directorio, cargo que dejó en 2014.
Casado con Ana María Rivas, es padre de cinco hijos.

## Historia electoral

### Elecciones parlamentarias de 2005
- Elecciones parlamentarias de 2005, para la Circunscripción 17, Los Lagos Sur[7]

| Candidato                | Pacto                         | Partido | Votos  | %     | Resultado |
| ------------------------ | ----------------------------- | ------- | ------ | ----- | --------- |
| Camilo Escalona Medina   | Concertación Democrática      | PS      | 65 337 | 28,68 | Senador   |
| Sergio Páez Verdugo      | Concertación Democrática      | DC      | 56 661 | 24,87 |           |
| Carlos Kuschel Silva     | Alianza                       | RN      | 47 054 | 20,66 | Senador   |
| Joaquín Brahm Barril     | Alianza                       | UDI     | 40 774 | 17,90 |           |
| Irma Alvarado Barría     | Juntos Podemos Más            | PC      | 5381   | 2,36  |           |
| Jose Luis Cáceres Torres | Fuerza Regional Independiente | Indep.  | 5187   | 2,28  |           |
| Mario Osses Quiros       | Fuerza Regional Independiente | Indep.  | 4633   | 2,03  |           |
| Tomas Bize Brintrup      | Juntos Podemos Más            | Indep.  | 2766   | 1,21  |           |